# Steen Christiansen (politiker)
 For alternative betydninger, se Steen Christiansen. (Se også artikler, som begynder med Steen Christiansen)
Steen Christiansen (født 30. marts 1960 i København) er en dansk politiker, der siden 2010 har været borgmester i Albertslund Kommune, valgt for Socialdemokraterne.
Christiansen er uddannet lærer fra fra Blaagaard Statsseminarium. Han var 1988-1992 forbundssekretær i Danmarks Socialdemokratiske Ungdom og har senere arbejdet som lærer og viceskoleinspektør i Albertslund.
Siden 2001 har han været byrådsmedlem og formand for Miljø- og Planudvalget.